# Trebević
Le Trebević est une montagne de Bosnie-Herzégovine située juste au sud-est de la ville de Sarajevo. Son sommet culmine à 1627 mètres. Durant le Moyen Âge, il était connu sous le nom de Zlatni Do. 
Durant les Jeux olympiques d'hiver de 1984, il a servi pour accueillir certaines épreuves comme celle du Bobsleigh et de la luge grâce à sa piste olympique. Durant le Siège de Sarajevo et vu sa hauteur, il était utilisé comme base pour les tirs d’artilleries en direction de la ville de Sarajevo. 
Il est relié au centre-ville par le téléphérique de Sarajevo.  
La zone est moins touristique que celles des monts Igman ou Bjelašnica notamment à cause des combats violents qui s’y sont déroulés durant la Guerre de Bosnie.